# Manihot reniformis
Manihot reniformis är en törelväxtart som beskrevs av Johann Baptist Emanuel Pohl. Manihot reniformis ingår i släktet Manihot och familjen törelväxter. Inga underarter finns listade i Catalogue of Life.